# Automobiles Chatenet

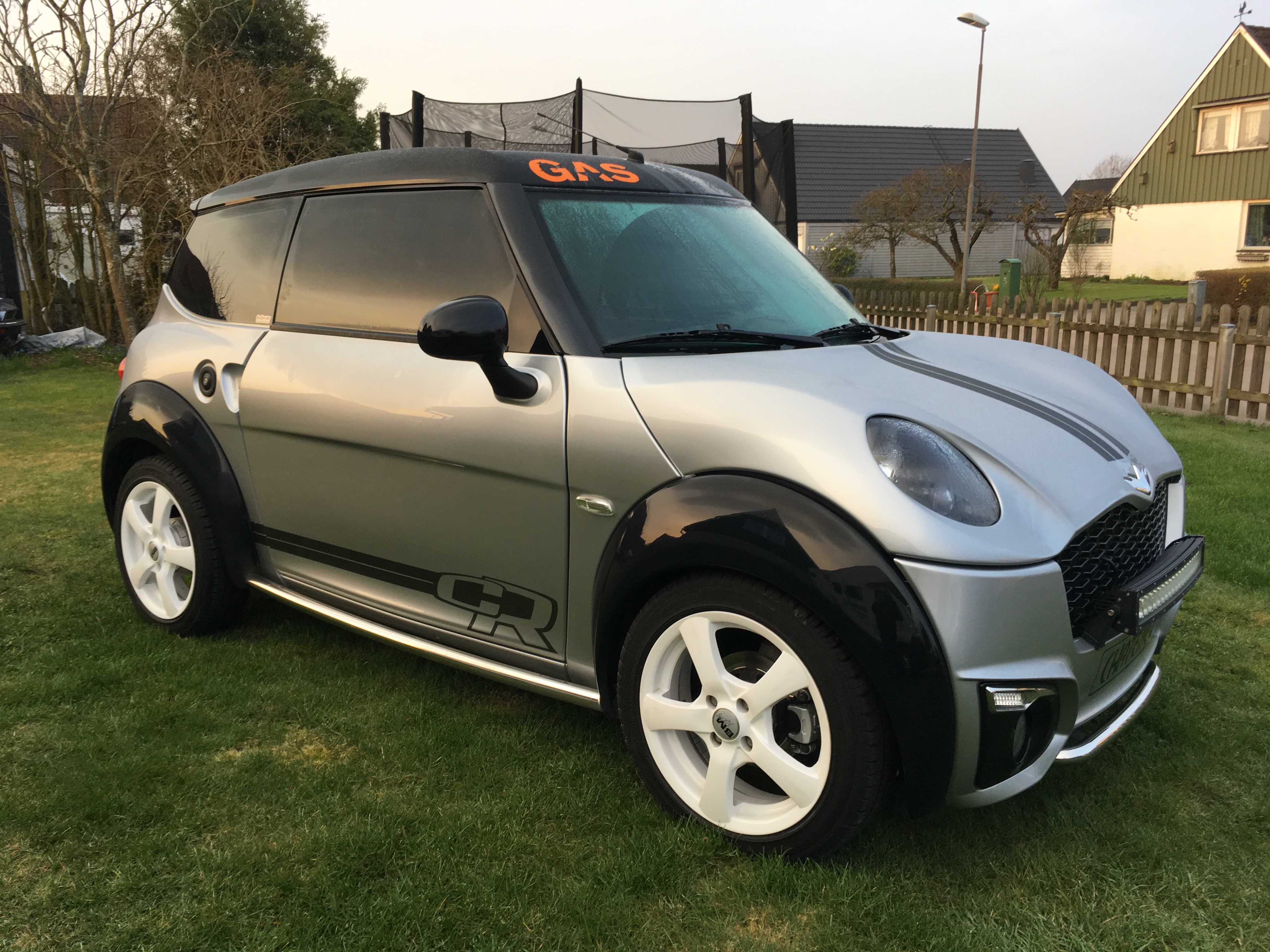
Chatenet CH28.

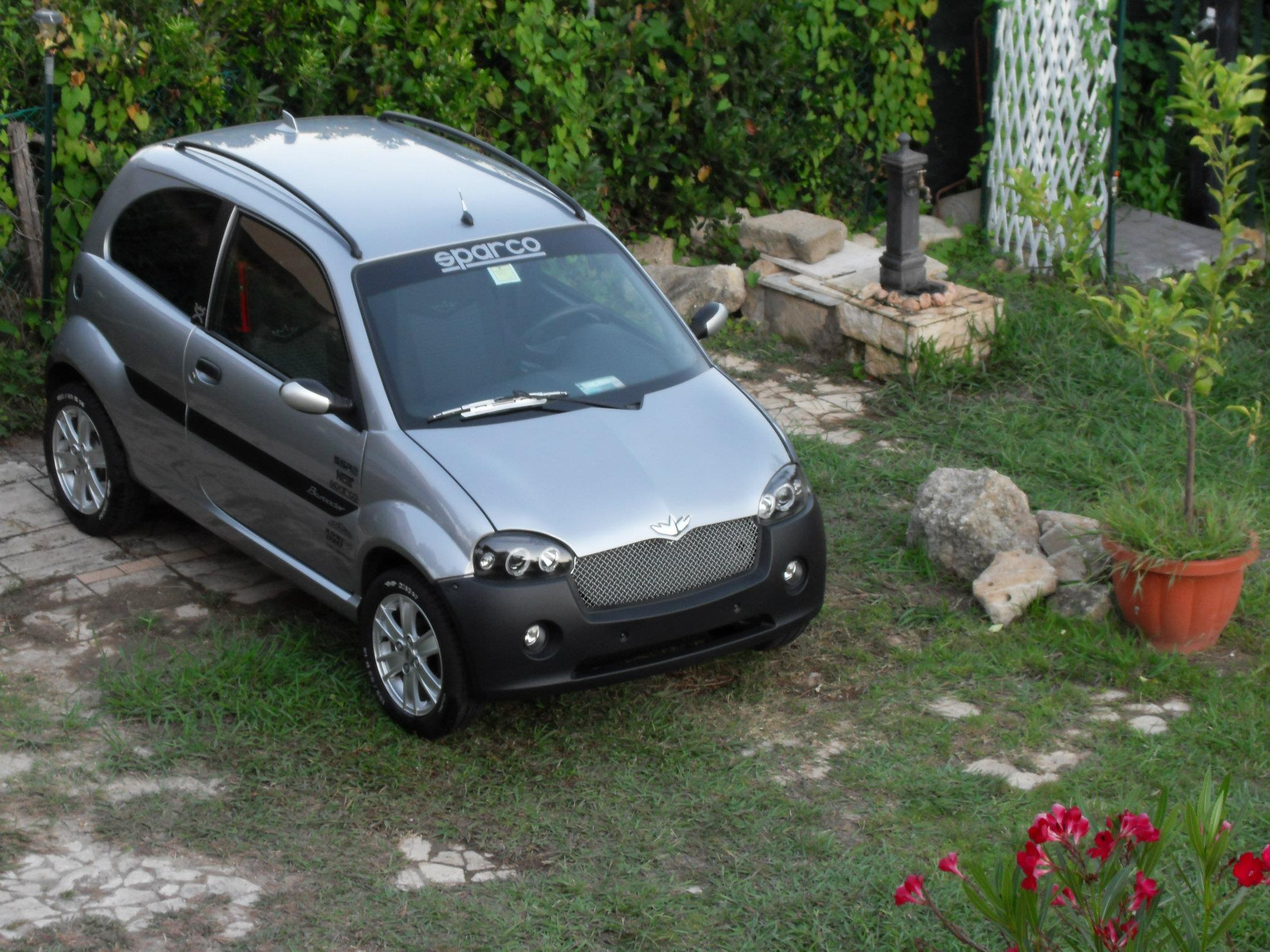
Chatenet Barooder WX.

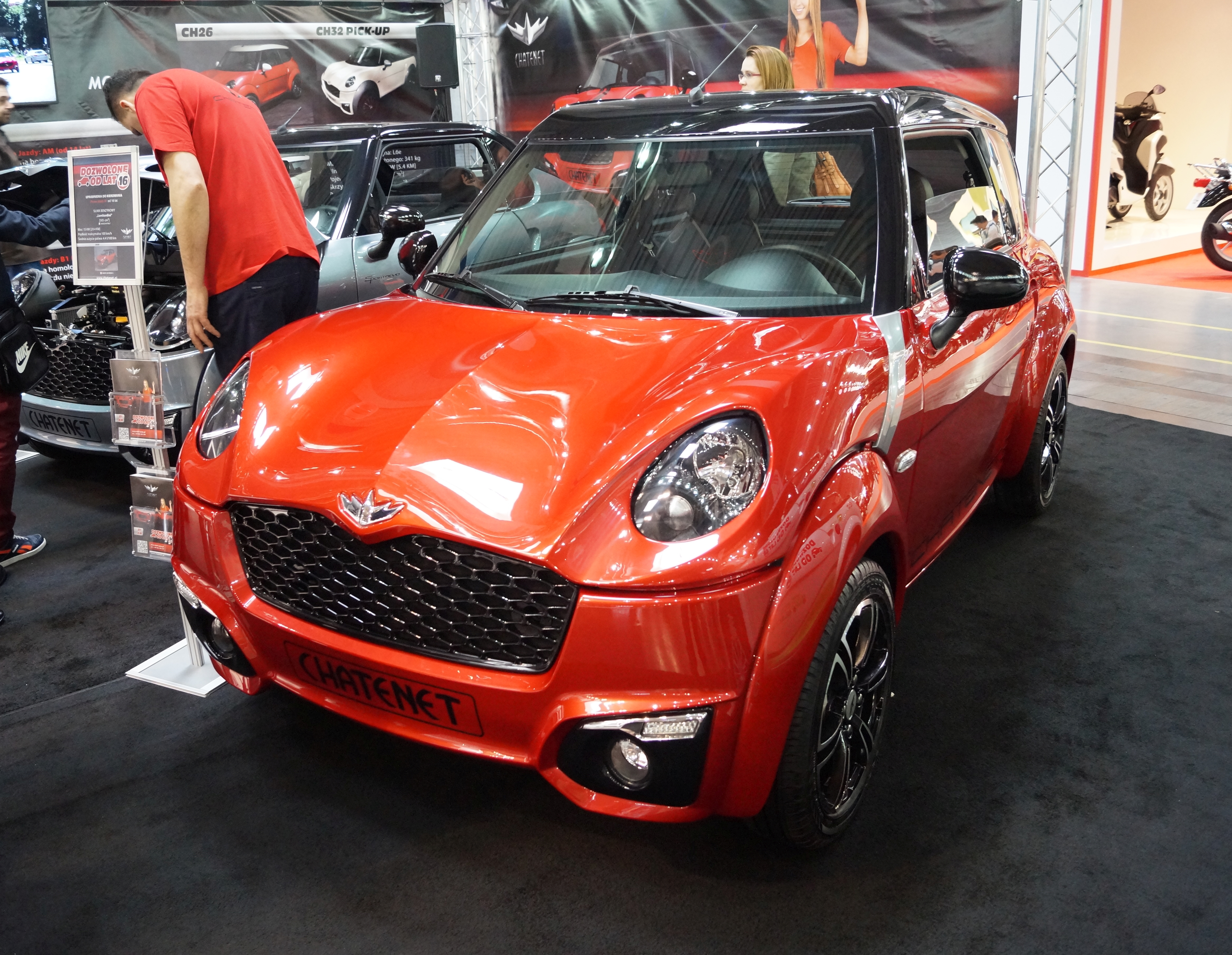
Chatenet CH30.

Automobiles Chatenet är en fransk tillverkare av mopedbilar och mikrobilar.

## Företaget
Automobiles Chatenet är beläget i Pierre-Buffière i departementet Haute-Vienne i Frankrike.

## Historia
Företaget grundades 1984 av Louis-Georges Chatenet.
2008 lanserade man sin mest framgångsrika modell Chatenet CH26.
2016 lyckades man som första och hittills enda mopedbilstillverkare att uppnå två stjärnor i ett krocktest av EuroNCAP.
2018 tvingades man sluta sälja Chatenet CH26 då den var för lång (3065 mm) och för bred (1567 mm) för att uppfylla det nya regelverket som anger en maxlängd på 3000 mm och en maxbredd på 1500 mm. Modellen ersattes av den mindre Chatenet CH40 som med sin kortare längd på 2975 mm och bredd på 1500 mm klarar sig inom gränserna för det nya reglementet.
2019 Den 17 mars presenterades en ny modell med beteckningen CH46.

## Modeller

### Historiska modeller
- Chatenet Barooder
- Chatenet Media
- Chatenet Pickup[5]
- Chatenet Speedino
- Chatenet Stella
- Chatenet CH26 (2009-2018)[6]
- Chatenet CH28 (2013-2018) CH26 med Lombardini dCi-motor[7]
- Chatenet CH30 Tyngre mopedbil med bensinmotor på 15 kW enligt EU-fordonsklassen L7e. Säljs inte i Sverige då den kräver B1-körkort.
- Chatenet CH32 Combi[8]

### Modeller i produktion
- Chatenet CH40 (2018-)

### Kommande modeller
- Chatenet CH46 (2019-) CH46 får två motoralternativ, båda på 6 kW[9]